# Sonny Burgess
Albert Burgess (31. maj 1929 - 18. august 2017), bedre kendt som Sonny Burgess, var en rockabilly-sanger og guitarist fra USA.
Burgess indspillede i 1950'erne på Sun Records, hvor han blev kendt for sin hårdt rockende boogie-woogie og rockabilly.

## Udvalgt diskografi
- Country Rock (1969)
- The Old Gang (1976)
- We Wanna Boogie (1984)
- Sonny Burgess and the Pacers (1985)
- Raw Deal (1986)
- Spellbound (1986)
- We Wanna Boogie (Best-of compilation) (1989)
- I'm Still Here (1990)
- The Razorback Rock & Roll Tapes (with Bobby Crafford) (1992)
- Tennessee Border (with Dave Alvin) (1992)
- Hittin' That Jug (Best-of compilation) (1995)
- The Arkansas Wild Man (Sun Records recordings) (1995)
- Sonny Burgess (1996)
- God's Holy Light (1997)
- Tupelo Connection (2001)
- Back to Sun Records (2003)
- Tear It Up! (2006)
- Gijon Stomp! (2009)
- Live at Sun Studios (2012)